# Spitz (plaats)
Spitz (Wachau) is een gemeente in de Oostenrijkse deelstaat Neder-Oostenrijk, gelegen in het district Krems-Land (KR). De gemeente heeft ongeveer 1800 inwoners.

## Geografie

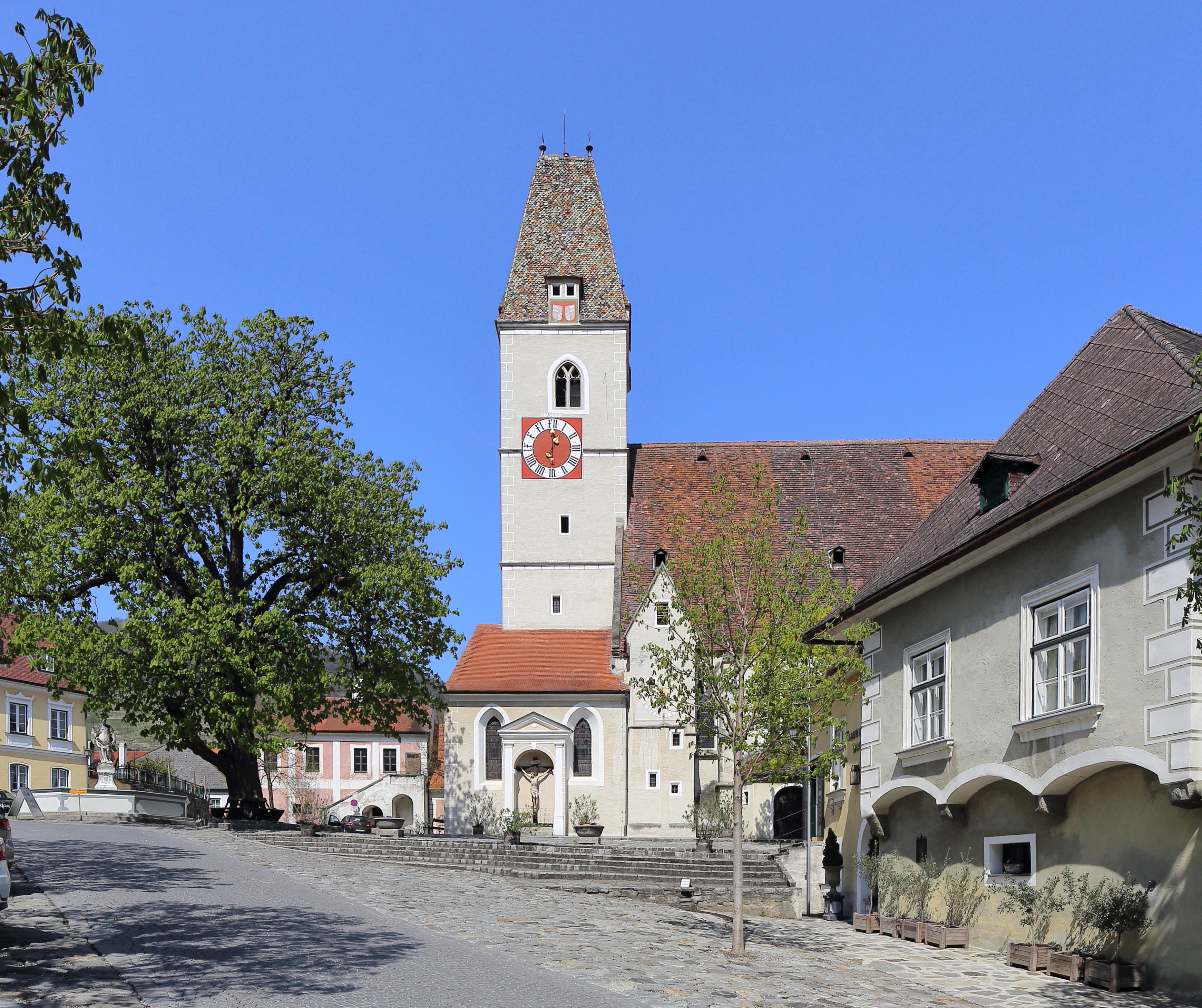
Spitz

Spitz heeft een oppervlakte van 23,83 km². Het omvat de kadastrale gemeentes Gut am Steg, Schwallenbach, Spitz en Vießling. Het ligt aan de Donau in de regio Wachau, in het noordoosten Oostenrijk, ten noordwesten van de hoofdstad Wenen en ten zuiden van de grens met Tsjechië. Een belangrijke agrarische bezigheid is de wijnbouw.
Aggsbach · Albrechtsberg an der Großen Krems · Bergern im Dunkelsteinerwald · Droß · Dürnstein · Furth bei Göttweig · Gedersdorf · Gföhl · Grafenegg · Hadersdorf-Kammern · Jaidhof · Krumau am Kamp · Langenlois · Lengenfeld · Lichtenau im Waldviertel · Maria Laach am Jauerling · Mautern an der Donau · Mühldorf · Paudorf · Rastenfeld · Rohrendorf bei Krems · Rossatz-Arnsdorf · Schönberg am Kamp · Senftenberg · Spitz · St. Leonhard am Hornerwald · Straß im Straßertale · Stratzing · Weinzierl am Walde · Weißenkirchen in der Wachau
- Gemeinsame Normdatei: 4118761-1
- Library of Congress Control Number: no2023117538
- MusicBrainz: 6b1f9dc5-d000-4587-9893-3300a9fa9cf1
- Nationale Bibliotheek van Tsjechië: xx0178559
- Nationale Bibliotheek van Israël: 987011910377005171
- Virtual International Authority File: 248122316